# Nilea unipilum
Nilea unipilum är en tvåvingeart som först beskrevs av Aldrich och Herbert John Webber 1924.  Nilea unipilum ingår i släktet Nilea och familjen parasitflugor.
Artens utbredningsområde är Oregon. Inga underarter finns listade i Catalogue of Life.